# Ferry Greevink
Ferry Greevink (24 de mayo de 1981) es un deportista neerlandés que compitió en taekwondo. Ganó una medalla de oro en el Campeonato Mundial de Taekwondo de 2001 y tres medallas en el Campeonato Europeo de Taekwondo entre los años 2002 y 2006.

## Palmarés internacional
| Campeonato Mundial | Campeonato Mundial   | Campeonato Mundial | Campeonato Mundial |
| Año                | Lugar                | Medalla            | Categoría          |
| ------------------ | -------------------- | ------------------ | ------------------ |
| 2001               | Jeju (Corea del Sur) | Medalla de oro     | +84 kg             |
| Campeonato Europeo |                      |                    |                    |
| Año                | Lugar                | Medalla            | Categoría          |
| 2002               | Samsun (Turquía)     | Medalla de oro     | +84 kg             |
| 2005               | Riga (Letonia)       | Medalla de bronce  | +84 kg             |
| 2006               | Bonn (Alemania)      | Medalla de plata   | +84 kg             |